# Candelaria Loxicha
Candelaria Loxicha (en langue zapotèque : Loho, xicha,« lieu de », « ananas », « lieu d'ananas ») est une ville de l'état mexicain d'Oaxaca, situé dans la Sierra Sur de l'entité, est chef-lieu de la municipalité du même nom.